# Hazem El Beblawi
Hazem Abdel Aziz Al Beblawi (cũng viết là el Beblawi; tiếng Ả Rập: حازم عبد العزيز الببلاوى phát âm là [ħæːzem ʕæbdel.ʕæziːz elbeblæːwi]; sinh ngày 17 tháng 10 năm 1936) là một nhà kinh tế Ai Cập và chính trị gia là những người quyền Thủ tướng Ai Cập từ năm 2013 cho đến ngày 01 tháng 3 năm 2014. Trước đó, ông là Phó Thủ tướng, Bộ trưởng Bộ Tài chính trong năm 2011. Sau khi bị lật đổ tháng 7 năm 2013 của Tổng thống Mohamed Morsi và chính phủ của ông, Beblawi được đặt bổ nhiệm làm Thủ tướng lâm thời. Ngày 24 tháng 2 năm 2014, Beblawi tuyên bố từ chức.

## Tiểu sử
Beblawi sinh ra tại Cairo, Ai Cập vào ngày 17 tháng 10 năm 1936. Ông học luật tại Đại học Cairo và tốt nghiệp vào năm 1957. Ông đã có bằng sau đại học chuyên ngành kinh tế của trường Đại học Grenoble năm 1961. Ông cũng có bằng tiến sĩ kinh tế từ trường Đại học Paris 1 Pantheon-Sorbonne vào năm 1964.